# Three Cheers for Sweet Revenge
Albums de My Chemical Romance
I Brought You My Bullets, You Brought Me Your Love
(2002) Life on the Murder Scene
(2006)
Three Cheers for Sweet Revenge est le second album studio du groupe de punk rock américain My Chemical Romance. Premier album sous le label Reprise Records, cet album a permis au groupe de se faire connaître à travers le monde entier. Plus de 3 millions de copies de cet album ont été vendues aux États-Unis où il est certifié triple disque de platine. À la suite de la sortie de cet album, le batteur Matt Pelissier fut expulsé du groupe et remplacé par Bob Bryar.

## Liste des chansons
1. Helena – 3:22
2. Give 'Em Hell, Kid – 2:18
3. To the End – 3:01
4. You Know What They Do to Guys Like Us in Prison – 2:53 (avec Bert McCracken de The Used)
5. I'm Not Okay (I Promise) – 3:08
6. The Ghost of You – 3:23
7. The Jetset Life Is Gonna Kill You – 3:37
8. Interlude – 0:57
9. Thank You for the Venom – 3:41
10. Hang 'Em High – 2:47
11. It's Not a Fashion Statement, It's a Deathwish – 3:30
12. Cemetery Drive – 3:08
13. I Never Told You What I Do for a Living – 3:51

## Certifications
| Pays                  | Certification |
| --------------------- | ------------- |
| Australie (ARIA)      | Or            |
| Canada (Music Canada) | Platine       |
| États-Unis (RIAA)     | 3 × Platine   |
| Irlande (IRMA)        | Or            |
| Royaume-Uni (BPI)     | Platine       |